# ロウヤガキ
ロウヤガキ（老鴉柿、学名：Diospyros rhombifolia）は、中国原産のカキノキ属の植物。ツクバネガキ（衝羽根柿）とも呼ばれる。

## 特徴
葉は丸味を帯びた菱形で、3月から4月頃に花を着ける。液果は小さく尖った楕円形状で、熟すと橙に色付く。株は雌雄異株で、着果には雄株が必要である（ジベレリン剤による人工交配も可能）。渋柿で食用には向かないが、盆栽や庭木として広く用いられている。
日本への導入は遅く、第二次世界大戦中に京都府立植物園初代園長である菊地秋雄が持ち帰ったとされる。